# كونور إليس
كونور إليس (بالإنجليزية: Connor Ellis)‏ هو لاعب كرة قدم بريطاني في مركز الهجوم، ولد في 1997 في برمنغهام في المملكة المتحدة. لعب مع نادي كورك سيتي.